# Vulpes
Vulpes je rod iz obitelji Canidae. Uključuje većinu vrsta lisica, iako postoje vrste i u drugim rodovima čija imena uključuju riječ "lisica".

## Općenito
Životinje ovog roda odlikuje vitko tijelo kratkih nogu, šiljasta njuška, velike, šiljaste uši i dug, čupav rep koji kod nekih vrsta može biti jednako dugačak kao tijelo. Tijelo im može biti dugo od 35 do 90 cm a rep još između 18 i 55 cm. Teške su od 1 do 14 kilograma. Krzno im je, ovisno o vrsti, bijelo, žuto, crvenkasto ili sivo. 
Prirodna staništa roda Vulpes su u Euroaziji, Africi i Sjevernoj Americi; crvenu lisicu je čovjek doneo i u Australiju.

## Vrste
- Vulpes angustidens Thenius, 1954†
- Indijska lisica, Vulpes bengalensis Shaw, 1800
- Blanfordova lisica, Vulpes cana Blanford, 1877
- Kama, Vulpes chama A. Smith, 1833
- Stepska lisica, Vulpes corsac Linnaeus, 1768
- Tibetska pješčana lisica, Vulpes ferrilata Hodgson, 1842
- Arktička lisica, Vulpes lagopus; Alopex lagopus; možda je poseban rod Alopex
- Ušata lisica, Vulpes macrotis Merriam, 1888
- Blijeda lisica, Vulpes pallida Cretzschmar, 1827
- Vulpes praeglacialis Frisch, 1775 †
- Ruppelova lisica, Vulpes rueppelli Schinz, 1825
- Vulpes stenognathus Savage 1941 †
- Prerijska lisica, Vulpes velox Say, 1823
- Crvena lisica, Vulpes vulpes (Linnaeus, 1758)
- Pustinjska lisica, Vulpes zerda Zimmermann, 1780

## Sinonimi
- Alopex Kaup, 1829
- Cynalopex Smith, 1839
- Fennecus Desmarest, 1804
- Leucocyon Gray, 1869
- Mamvulpesus Herrera, 1899
- Megalotis Illiger, 1811
- Vulpis Gray, 1821

## Drugi projekti
|  | Zajednički poslužitelj ima stranicu o temi Vulpes |
|  | Wikivrste imaju podatke o taksonu Vulpes          |